# BV Cloppenburg
Der BV Cloppenburg (offiziell: Ballspielverein Cloppenburg e. V. von 1919) ist ein Fußballverein aus Cloppenburg in Niedersachsen. Der Verein wurde am 23. März 1919 gegründet und hat die Vereinsfarben Schwarz und Weiß. Aufgrund der schwarz-weiß gestreiften Trikots sind die Cloppenburger Spieler auch als die „Zebras“ bekannt. Heimspielstätte ist die M&P Baudesign Arena mit 5.001 Plätzen.
Die erste Mannschaft der Männer spielte seit dem Abstieg im Jahre 2019 in der sechstklassigen Landesliga Weser-Ems. Zuvor hatte der BVC vier Jahre in der Regionalliga Nord gespielt. Die erste Frauenmannschaft spielte ein Jahr in der Bundesliga und seit dem Abstieg 2014 in der 2. Bundesliga. Vor der Saison 2020/21 zog der Verein seine Mannschaften aufgrund einer Insolvenz vom Spielbetrieb zurück. Zur Saison 2021/22 wurden keine Mannschaften gemeldet.

## Geschichte

### Frühe Jahre (1911 bis 1949)
Die Wurzeln des heutigen BV Cloppenburg liegen beim am 28. Januar 1911 gegründeten SV Cloppenburg 11. Dieser Verein wurde jedoch während des Ersten Weltkrieges aufgelöst. Der BV Cloppenburg kam nach seiner Gründung nicht über untere Spielklassen heraus. Höherklassigen Fußball in der Stadt bot nur der Verein Reichsbahn Cloppenburg, der in der Saison 1943/44 in der Gauliga Weser-Ems spielte.
Nach dem Ende des Zweiten Weltkrieges siedelten sich viele Heimatvertriebene aus den deutschen Ostgebieten in Cloppenburg an, wovon der Verein profitierte. Ein erster Höhepunkt der Vereinsgeschichte war das Freundschaftsspiel gegen den FC Schalke 04 am 22. September 1946, als die „Zebras“ vor 10.000 Zuschauern ein 2:2 erreichten. Im Jahre 1948 stiegen die Cloppenburger in die seinerzeit zweitklassige Landesliga Weser/Ems auf und qualifizierte sich ein Jahr später als Tabellenfünfter für die neu geschaffene, zweitklassige Amateuroberliga Niedersachsen-West.

### Zwischen Zweit- und Drittklassigkeit (1949 bis 1964)
| Saison                | Liga                   | Level | Platz | Tore   | Punkte |
| --------------------- | ---------------------- | ----- | ----- | ------ | ------ |
| 1949/50               | AOL Niedersachsen-West | II    | 6.    | 68:58  | 33:27  |
| 1950/51               | AOL Niedersachsen-West | II    | 9.    | 74:71  | 32:32  |
| 1951/52               | AOL Niedersachsen-West | II    | 14.   | 61:108 | 31:37  |
| 1952/53               | Amateurliga 2          | III   | 4.    | 69:49  | 34:22  |
| 1953/54               | Amateurliga 2          | III   | 1.    | 102:27 | 45:7   |
| 1954/55               | AOL Niedersachsen-West | II    | 10.   | 55:75  | 25:35  |
| 1955/56               | AOL Niedersachsen-West | II    | 8.    | 53:63  | 26:30  |
| 1956/57               | AOL Niedersachsen-West | II    | 9.    | 60:66  | 25:31  |
| 1957/58               | AOL Niedersachsen-West | II    | 10.   | 37:64  | 25:35  |
| 1958/59               | AOL Niedersachsen-West | II    | 13.   | 39:61  | 25:35  |
| 1959/60               | AOL Niedersachsen-West | II    | 14.   | 34:69  | 20:40  |
| 1960/61               | AOL Niedersachsen-West | II    | 10.   | 55:66  | 27:33  |
| 1961/62               | AOL Niedersachsen-West | II    | 15.   | 49:79  | 23:37  |
| 1962/63               | Amateurliga 2          | III   | 1.    | 134:45 | 53:11  |
| 1963/64               | Amateurliga 2          | III   | 2.    | 99:29  | 53:11  |
| AOL = Amateuroberliga |                        |       |       |        |        |

Drei Jahre lang hielten sich die „Zebras“ im niedersächsischen Oberhaus, ehe im Jahre 1952 der Abstieg folgte. Ein Punkt fehlte in der Endabrechnung auf den VfL Oldenburg. Zwei Jahre später wurde der BVC unter Trainer Fritz Krug mit 14 Punkten Vorsprung auf Blau-Weiß Lohne Meister der Amateurliga 2 und setzte sich in der folgenden Aufstiegsrunde durch. Nach einem guten Saison start träumte man von der Aufstiegsrunde zur Oberliga Nord, ehe eine Niederlage beim Abstiegskandidaten ATSV Nienburg die Mannschaft straucheln ließ.
Während die erste Mannschaft in den folgenden Jahren nicht über Mittelfeldpositionen hinauskam gewann die A-Jugend im Jahre 1961 durch einen 2:1-Sieg nach Verlängerung über Hannover 96 den Niedersachsenpokal. Die Grundlagen für diesen Erfolg sind Bruno Ebel zu verdanken, der von 1957 bis 1967 in Cloppenburg als Trainer aktiv war.
Dieser Erfolg der Junioren konnte nicht auf die erste Mannschaft übertragen werden, die im Jahre 1962 erneut aus der Amateuroberliga West abstieg. Zwar wurde der BVC in der folgenden Saison Meister mit 134 erzielten Saisontoren, scheiterte aber in der Aufstiegsrunde an den Amateuren von Arminia Hannover, Germania Papenburg und Wilhelmshaven 05. Als Vizemeister der Saison 1963/64 hinter Blau-Weiß Lohne qualifizierten sich die „Zebras“ für die neu geschaffene Verbandsliga West.

### Niedergang und kurzes Comeback (1964 bis 1978)
| Saison  | Liga                     | Level | Platz | Tore   | Punkte |
| ------- | ------------------------ | ----- | ----- | ------ | ------ |
| 1964/65 | Verbandsliga West        | IV    | 3.    | 59:46  | 40:20  |
| 1965/66 | Verbandsliga West        | IV    | 7.    | 65:51  | 34:26  |
| 1966/67 | Verbandsliga West        | IV    | 9.    | 49:46  | 28:32  |
| 1967/68 | Verbandsliga West        | IV    | 6.    | 39:42  | 32:28  |
| 1968/69 | Verbandsliga West        | IV    | 6.    | 47:41  | 32:28  |
| 1969/70 | Verbandsliga West        | IV    | 14.   | 32:49  | 25:35  |
| 1970/71 | Verbandsliga West        | IV    | 15.   | 30:55  | 22:38  |
| 1971/72 | Bezirksliga 2            | V     | 6.    | 51:34  | 34:26  |
| 1972/73 | Bezirksliga 2            | V     | 2.    | 80:40  | 45:15  |
| 1973/74 | Bezirksliga 2            | V     | 1.    | 122:37 | 51:9   |
| 1974/75 | Verbandsliga West        | V     | 2.    | 87:38  | 45:15  |
| 1975/76 | Landesliga Niedersachsen | IV    | 6.    | 64:42  | 35:25  |
| 1976/77 | Landesliga Niedersachsen | IV    | 13.   | 34:68  | 21:39  |
| 1977/78 | Landesliga Niedersachsen | IV    | 15.   | 28:59  | 21:39  |

Der dritte Platz in der Saison 1964/65 konnte in den folgenden Jahren nicht wiederholt werden. Der BVC fiel auch in der Verbandsliga erneut ins Mittelmaß zurück. Erfolge wurde lediglich im Pokal erzielt. In den Jahren 1966 und 1967 gewannen die Cloppenburger jeweils den Bezirkspokal von Oldenburg. Außerdem erreichte die Mannschaft 1967 das Niedersachsenpokalfinale, welches gegen die Amateure des 1. SC Göttingen 05 mit 0:4 verloren wurde. Im Jahre 1970 konnte die Klasse nur mit Glück gehalten werden, als vier punktgleiche Mannschaften Entscheidungsspiele austragen mussten. Nach einer Niederlage gegen die SpVgg Gaste/Hasbergen fiel die Entscheidung zu Gunsten der „Zebras“ im Spiel gegen den BV Essen. Der Siegtreffer zum 2:1 fiel in der vorletzten Minute der Verlängerung. Ein Jahr später folgte als Vorletzter der Abstieg in die Bezirksliga.
Nachdem Martin Wessels das Traineramt übernommen hatte, ging es mit den Cloppenburgern wieder sportlich nach vorne. Im Jahre 1974 wurde der BVC Meister der Bezirksliga 2. Die Mannschaft erzielte in der Saison 122 Tore und gewann gegen den VfL Löningen mit 13:0 und beim VfL Wittekind Wildeshausen mit 10:1. In der Verbandsliga West wurden die „Zebras“ mit 13 Punkten Rückstand auf den SV Atlas Delmenhorst Vizemeister und qualifizierten sich für die Aufstiegsrunde zur Landesliga. Eine 1:3-Niederlage am letzten Spieltag gegen die FG Winsen ließen die Aufstiegsträume zunächst platzen.
Dann verzichtete der Tabellenletzte der Landesliga TuS Haste 01 freiwillig auf seinen Platz in der Landesliga, woraufhin der niedersächsische Verband ein Entscheidungsspiel der Gruppenzweiten der Aufstiegsrunde ansetzte. Dieses Spiel im neutralen Verden gewann der BVC gegen den 1. FC Wunstorf mit 3:0. Der sechste Platz in der Aufstiegssaison 1975/76 war der sportliche Höhepunkt dieser Ära. Schon ein Jahr später schafften die Cloppenburger nur knapp den Klassenerhalt, ehe 1978 der erneute Abstieg hingenommen werden musste.

### Triste Jahre und erneuter Aufschwung (1978 bis 1994)
| Saison  | Liga                       | Level | Platz | Tore  | Punkte |
| ------- | -------------------------- | ----- | ----- | ----- | ------ |
| 1978/79 | Verbandsliga West          | V     | 5.    | 67:53 | 39:21  |
| 1979/80 | Landesliga West            | V     | 9.    | 46:52 | 29:31  |
| 1980/81 | Landesliga West            | V     | 13.   | 41:60 | 27:33  |
| 1981/82 | Landesliga West            | V     | 7.    | 49:49 | 31:29  |
| 1982/83 | Landesliga West            | V     | 13.   | 43:47 | 25:35  |
| 1983/84 | Landesliga West            | V     | 4.    | 68:53 | 36:24  |
| 1984/85 | Landesliga West            | V     | 4.    | 54:47 | 36:24  |
| 1985/86 | Landesliga West            | V     | 8.    | 55:59 | 29:31  |
| 1986/87 | Landesliga West            | V     | 6.    | 53:36 | 36:24  |
| 1987/88 | Landesliga West            | V     | 10.   | 43:57 | 26:34  |
| 1988/89 | Landesliga West            | V     | 11.   | 50:68 | 25:35  |
| 1989/90 | Landesliga West            | V     | 8.    | 48:46 | 29:31  |
| 1990/91 | Landesliga West            | V     | 14.   | 44:64 | 22:38  |
| 1991/92 | Landesliga West            | V     | 1.    | 71:27 | 46:14  |
| 1992/93 | Verbandsliga Niedersachsen | IV    | 1.    | 69:26 | 50:14  |
| 1993/94 | Verbandsliga Niedersachsen | IV    | 5.    | 84:55 | 42:30  |

Im Jahre 1979 wurde nach einer erneuten Ligenreform von Seiten des niedersächsischen Verbandes die viergleisige Verbandsliga durch die zweigleisige Landesliga als zweithöchste Spielklasse Niedersachsens abgelöst. Für die Cloppenburger brachen triste Zeiten an, in denen die Mannschaft nicht über Mittelfeldplätze hinauskam. Die Höhepunkte waren die vierten Plätze in den Jahren 1984 und 1985.
Eine Gruppe lokaler Geschäftsleute gründete im Jahre 1991 einen Förderverein, um den BVC wieder in höhere Spielklassen zu bringen. In der abgelaufenen Saison hatten die Cloppenburger nur mit großer Mühe den Klassenerhalt sichern können. Mit Manfred Hellmann wurde unter anderem ein Ex-Profi verpflichtet. Mit einem 4:1-Sieg über die Amateure des VfB Oldenburg sicherten sich die „Zebras“ die Landesligameisterschaft und stiegen in die Verbandsliga Niedersachsen auf.
Auf Anhieb wurden die Cloppenburger Meister und zogen in die Aufstiegsrunde zur Oberliga Nord ein. Nach einem 1:0-Sieg am letzten Spieltag über die Amateure des FC St. Pauli hofften 3.500 Zuschauer auf den Aufstieg, ehe der Kontrahent VfB Lübeck Sekunden vor dem Abpfiff mit 1:0 beim SV Wilhelmshaven gewann und selber aufstieg. Für die nächste Spielzeit 1993/94 verpflichtete der BVC unter anderem den langjährigen Bremer Bundesligaspieler Jonny Otten, verpasste aber als Fünfter die Aufstiegsrunde. Dennoch qualifizierte sich die Mannschaft für die neu geschaffene Oberliga Niedersachsen/Bremen.

### Zwischen Regional- und Oberliga (1994 bis 2015)
| Saison      | Liga                        | Level | Platz | Tore  | Punkte |
| ----------- | --------------------------- | ----- | ----- | ----- | ------ |
| 1994/95     | Oberliga Niedersachsen/HB   | IV    | 1.    | 71:31 | 48:12  |
| 1995/96     | Regionalliga Nord           | III   | 17.   | 44:61 | 36     |
| 1996/97     | Oberliga Niedersachsen/HB   | IV    | 7.    | 64:53 | 46     |
| 1997/98     | Oberliga Niedersachsen/HB   | IV    | 2.    | 64:24 | 63     |
| 1998/99     | Regionalliga Nord           | III   | 10.   | 53:53 | 45     |
| 1999/00     | Regionalliga Nord           | III   | 7.    | 73:58 | 55     |
| 2000/01     | Oberliga Niedersachsen/HB   | IV    | 4.    | 69:53 | 64     |
| 2001/02     | Oberliga Niedersachsen/HB   | IV    | 10.   | 60:61 | 50     |
| 2002/03     | Oberliga Niedersachsen/HB   | IV    | 5.    | 59:28 | 61     |
| 2003/04     | Oberliga Niedersachsen/HB   | IV    | 4.    | 56:39 | 63     |
| 2004/05     | Oberliga Nord               | IV    | 6.    | 62:48 | 54     |
| 2005/06     | Oberliga Nord               | IV    | 2.    | 75:34 | 75     |
| 2006/07     | Oberliga Nord               | IV    | 2.    | 66:39 | 72     |
| 2007/08     | Oberliga Nord               | IV    | 5.    | 59:42 | 58     |
| 2008/09     | Regionalliga West           | IV    | 17.   | 51:76 | 28     |
| 2009/10     | Oberliga Niedersachsen-West | V     | 4.    | 84:43 | 56     |
| 2010/11     | Oberliga Niedersachsen      | V     | 2.    | 96:49 | 77     |
| 2011/12     | Oberliga Niedersachsen      | V     | 2.    | 74:33 | 65     |
| 2012/13     | Regionalliga Nord           | IV    | 12.   | 52:64 | 34     |
| 2013/14     | Regionalliga Nord           | IV    | 12.   | 54:66 | 41     |
| 2014/15     | Regionalliga Nord           | IV    | 16.   | 44:59 | 39     |
| HB = Bremen |                             |       |       |       |        |

Nach einem spannenden Titelrennen mit dem SV Atlas Delmenhorst sicherten sich die „Zebras“ im Jahre 1995 die Meisterschaft der Oberliga Niedersachsen/Bremen und stiegen in die Regionalliga Nord auf. Dort taten sich die Cloppenburger zunächst schwer. Trainer Risse trat nach zwölf Spielen, aus denen die Mannschaft nur sechs Punkte holte, zurück. Sein Nachfolger, der ehemalige DDR-Nationalspieler Wolfgang Steinbach, führte die Mannschaft an das rettende Ufer, doch eine 2:3-Niederlage beim TuS Celle FC führte aufgrund des schlechteren Torverhältnis zum Abstieg.
Der sofortige Wiederaufstieg wurde verpasst. Daraufhin stieg der örtliche Feinkosthändler Albert Sprehe beim BVC als Sponsor ein und krempelte den Verein um. Statt der traditionellen schwarz-weiß gestreiften Trikots trugen die Cloppenburger nun rote Trikots, frei nach Sprehes Firmenfarben. Die Mannschaft sicherte sich in der Saison 1997/98 die Vizemeisterschaft hinter dem Lüneburger SK und traf in der Aufstiegsrelegation auf den TuS Hoisdorf. Nach einem torlosen Remis in Hoisdorf gelang den „Zebras“ mit einem 6:0 vor 3.300 Zuschauern der Aufstieg in die Regionalliga.
Dank Sprehes finanzieller Unterstützung holte der Verein zahlreiche namhafte Ex-Profis wie Kay Stisi oder Leonardo Manzi. Die angestrebte Qualifikation für die zweigleisige Regionalliga wurde mit Platz sechs in der Saison 1999/2000 jedoch verfehlt. Auch abseits des Platzes sorgte Sprehe für Schlagzeilen. Mal wollte er mit dem VfB Oldenburg fusionieren, mal wollte er in Cloppenburg ein modernes Fußballstadion bauen. Zur Saison 2000/01 verpflichtete der BVC Werner Biskup als Trainer und den ehemaligen litauischen Nationalspieler Valdas Ivanauskas als Stürmer.
Der direkte Wiederaufstieg wurde verpasst und Mäzen Sprehe wechselte zum VfB Oldenburg. Nur mit großer Mühe konnten die Cloppenburger eine Insolvenz vermeiden und brauchten lange, um ihr Image als „Millionärsclub“ abzustreifen. In der Saison 2003/04 gelang als Vierter die Qualifikation für die eingleisige Oberliga Nord, die durch die Zusammenlegung der beiden Staffeln Niedersachsen/Bremen und Hamburg/Schleswig-Holstein entstand. Zwei Jahre später wurden die „Zebras“ Vizemeister hinter dem SV Wilhelmshaven und gewannen den Niedersachsenpokal durch einen 6:4-Sieg nach Elfmeterschießen gegen den VfL Osnabrück.
Durch diesen Sieg qualifizierte sich der BVC erstmals für den DFB-Pokal, wo sie am 9. September 2006 in der ersten Runde dem späteren Pokalsieger 1. FC Nürnberg mit 0:1 unterlagen. In der Oberligasaison 2006/07 erreichten die Cloppenburger erneut den zweiten Tabellenplatz hinter Aufsteiger VfL Wolfsburg II. Die Spielzeit 2007/08 war eine erneute Qualifikationsspielzeit, in der die Mannschaft mindestens Platz fünf erreichen musste, um sich für die ab 2008 viertklassige Regionalliga zu qualifizieren. Nach einem 4:2-Sieg beim SV Lurup wurde die Qualifikation als Fünfter gesichert.
Für die Regionalligasaison 2008/09 wurde der BVC als Härtefall entgegen der Verbandszugehörigkeit in die Westgruppe eingeteilt und traf dabei auf renommierte Vereine wie Rot-Weiss Essen oder Preußen Münster. Als Tabellenvorletzter mussten die „Zebras“ jedoch gleich wieder absteigen. Als Tabellenvierter der folgenden Saison qualifizierten sich die Cloppenburger für die ab 2010 eingleisige Oberliga Niedersachsen. Dort erreichte die Mannschaft in der Saison 2010/11 die Vizemeisterschaft hinter dem SV Meppen. Mit 96 Treffern stellte der BVC die torhungrigste Mannschaft. Ein Jahr später folgte die nächste Vizemeisterschaft, dieses Mal hinter dem Goslarer SC 08. Der zweite Platz bedeutete die Qualifikation für die wieder eingeführte Regionalliga Nord.
Dort stellten die „Zebras“ in der Saison 2012/13 mit Rogier Krohne, der 24 Saisontore erzielte, den Torschützenkönig. Sportlich kamen die Cloppenburger in der Regionalliga nicht über Mittelmaß hinaus. Am letzten Spieltag der Saison 2014/15 rutschten die „Zebras“ aufgrund der schlechteren Tordifferenz gegenüber dem Goslarer SC 08 auf den drittletzten Platz. Durch den Aufstieg des Meisters Werder Bremen II wurde der Klassenerhalt dennoch erreicht.

### Zwei Abstiege und Insolvenz (seit 2015)
| Saison  | Liga                   | Level | Platz | Tore  | Punkte |
| ------- | ---------------------- | ----- | ----- | ----- | ------ |
| 2015/16 | Regionalliga Nord      | IV    | 17.   | 27:66 | 23     |
| 2016/17 | Oberliga Niedersachsen | V     | 10.   | 46:37 | 37     |
| 2017/18 | Oberliga Niedersachsen | V     | 11.   | 40:56 | 37     |
| 2018/19 | Oberliga Niedersachsen | V     | 16.   | 37:68 | 23     |
| 2019/20 | Landesliga Weser/Ems   | VI    | 11.   | 27:29 | 21     |

In der Saison 2015/16 folgte dann der Abstieg als Vorletzter in die Oberliga Niedersachsen. Der Verein geriet daraufhin in finanzielle Schwierigkeiten. Im April 2018 wurde kein Nachfolger für den zurückgetretenen Präsidenten Bernhard Dorissen gefunden. Der Notvorstand um Yilmaz Mutlu wurde im November des gleichen Jahres vom Amtsgericht Oldenburg abgesetzt.
Im Dezember 2018 sorgte der Verein für Schlagzeilen, als er als erster deutscher Verein einer höheren Liga mit Imke Wübbenhorst eine Trainerin verpflichtete. Aber auch Wübbenhorst konnte den Abstieg der nicht konkurrenzfähigen Mannschaft in die sechstklassige Landesliga Weser/Ems nicht mehr verhindern.
Nach Ende der Landesliga-Saison 2019/20 stellte der Verein einen Antrag auf ein Insolvenzverfahren. Im September 2020 zog der BV Cloppenburg angesichts von 750.000 Euro Schulden seine Herrenmannschaft vom Spielbetrieb zurück. Zur Saison 2021/22 wurden keine Mannschaften mehr gemeldet. Das Insolvenzverfahren läuft auch 2024 noch. Über eine Neugründung des Vereins wird diskutiert.

## Erfolge
- Meister der Oberliga Niedersachsen/Bremen 1995
- Niedersachsenmeister 1993
- Niedersächsischer Pokalsieger 2006

## Persönlichkeiten

### Ehemalige Spieler
- André Breitenreiter
- Ansgar Brinkmann
- Jupp Derwall
- Luc-Arsène Diamesso
- Serhij Dychtjar
- Horst Elberfeld
- Frank Faltin
- Bernd Gerdes
- Christian Groß
- Bernd Heemsoth
- Manfred Hellmann
- Valdas Ivanauskas
- Jörg-Uwe Klütz
- Rogier Krohne
- Leonardo Manzi
- Christian Neidhart
- Jonny Otten
- Markus Sailer
- Maarten Schops
- Kay Stisi
- Zdeněk Svoboda
- Arne Tammen
- Edin Terzić
- Robert Thoben

### Ehemalige Trainer
- 1996 – Sep. 1999: Wolfgang Steinbach
- Okt. 1999 – Mai 2000: Hubert Hüring
- Mai 2000–2000: Rainer Scholz
- 2000 – Sep. 2001: Werner Biskup
- Sep. 2001–2005: Hubert Hüring
- 2005–2006: Tom Saintfiet
- 2006 – Feb. 2008: Jörg Goslar
- Feb. 2008–2008: Jörg-Uwe Klütz
- 2008 – Dez. 2008: Frank Schulz
- Dez. 2008 – Nov. 2015: Jörg-Uwe Klütz
- Nov. 2015 - Apr. 2017: Steffen Bury
- Apr. 2017–2017: Jörg Goslar
- 2017 - Okt. 2017: Petar Kosturkow
- Okt. - Dez. 2017: Sebastian Schütte
- Jan. - Dez. 2018: Olaf Blancke
- Dez. 2018 - Juni 2019: Imke Wübbenhorst
- seit Juni 2019 Wolfgang Steinbach

## Stadion
Die Heimspiele des BV Cloppenburg werden in der M&P Baudesign Arena in Cloppenburg ausgetragen. Das Stadion hieß ursprünglich Stadion an der Friesoyther Straße. Zwischen dem 13. Juli 2007 und dem 21. Juli 2011 trug das Stadion den Namen Arena Oldenburger Münsterland, dann bis Juni 2017 TimePartner Arena und bis März 2020 pk sportpark.
Das Stadion hatte seit dem Umbau im Sommer 2006 ein Fassungsvermögen von 5.001 Plätzen, davon 1.080 Sitzplätze. Die seit 1958 genutzte Anlage war ursprünglich eine Grasrennbahn, dessen Weitläufigkeit sich negativ auf die Atmosphäre auswirkte. 2023 wurden nach der alten Haupttribüne, durch die Stadt Cloppenburg alle Ausbauten, bis auf die Haupttribüne abgerissen. Seitdem bietet das Stadion ein Fassungsvermögen von 2.000 Plätzen.

## Frauenfußball
Zur Saison 2008/09 schlossen sich die Fußballerinnen des SV Höltinghausen dem BV Cloppenburg an. Höltinghausen war 2007 in die Regionalliga Nord aufgestiegen und belegte auf Anhieb den zweiten Platz. Hintergrund der Fusion war, dass in Höltinghausen aus finanziellen und infrastrukturellen Gründen kein Aufstieg in die 2. Bundesliga möglich wäre. Dies gelang als Meister der Regionalliga Nord in der Saison 2009/10. In der ersten Zweitliga-Saison erlangte man den zehnten Platz, der zur Relegation mit dem Zehnten der 2. Bundesliga Süd berechtigt. Die Relegation entfiel jedoch durch den Rückzug der zweiten Mannschaft des Hamburger SV.
Für die Saison 2011/12 wurde die Mannschaft erheblich mit zum Teil in der Bundesliga aktiven Spielerinnen verstärkt und erreichte Platz drei. Ein Jahr später sicherte sich die Mannschaft von Trainerin Tanja Schulte vorzeitig die Meisterschaft und den Aufstieg in die Bundesliga. Als Vorletzter der Saison 2013/14 folgte der prompte Wiederabstieg.